# Fritz Lach
Fritz Lach (* 29. Mai 1868 in Linz; † 9. Oktober 1933 in Wien) war ein österreichischer Maler und Grafiker.

## Leben und Werk

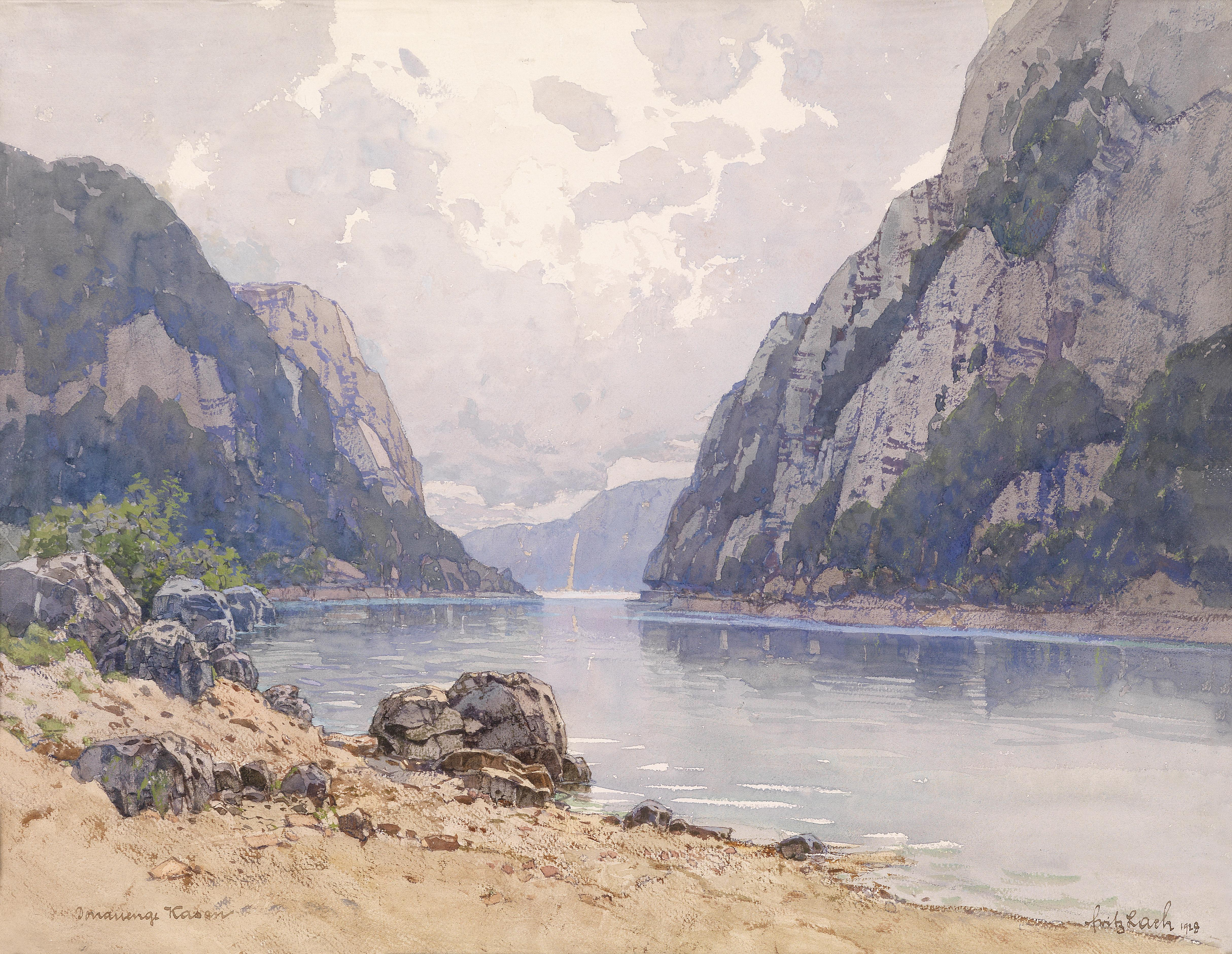
Die Donauenge Kazan im Eisernen Tor, Aquarell (1928)

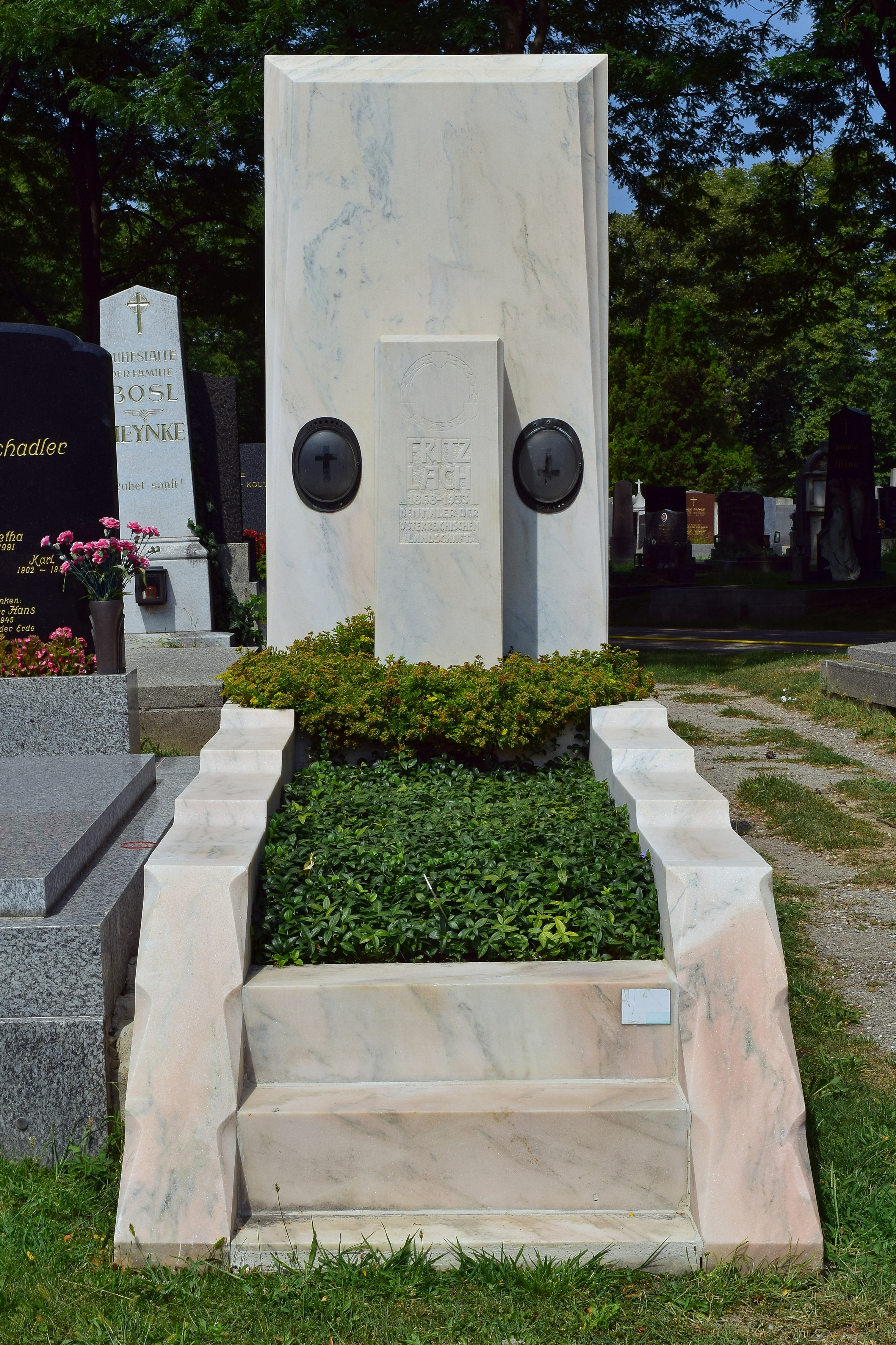
Ehrenhalber gewidmetes Grab auf dem Wiener Zentralfriedhof

Lach war der Neffe des Blumen- und Stilllebenmalers Andreas Lach und Großneffe von Ferdinand Georg Waldmüller. Nach Gewerbe- und Realschule in Linz besuchte er von 1882 bis 1885 eine Kadettenschule in Wien. Danach studierte er an der Wiener Akademie und an der Akademie der bildenden Künste in München, unter anderem bei Eduard Peithner von Lichtenfels und seinem Onkel Josef Hoffmann. Bis zum 32. Lebensjahr arbeitete Lach als Beamter der DDSG in verschiedenen Donaustädten – ab 1890 war er etwa Hafenschreiber in Orșova, danach Beamter in Semlin (heute zu Belgrad) und in Regensburg. 
Ab 1900 ließ sich Lach als Maler und Grafiker in Wien nieder und widmete sich ab 1909 ausschließlich dem künstlerischen Schaffen. Er war Mitglied des Österreichischen Künstlerbundes und des Dürerbundes. Diesem stand er ab 1916 als Obmann vor. Besonders geschätzt wurden seine Landschaftsaquarelle. Er galt als bedeutendster Aquarellist seit Rudolf von Alt. 
Lach war seit 1893 mit Anastasia geb. Csacsim verheiratet.
Friedrich Lach starb 1933 an den Folgen eines Schlaganfalls. Er wurde in einem ehrenhalber gewidmeten Grab auf dem Wiener Zentralfriedhof (Gruppe 12 E, Reihe 1, Nr. 8) bestattet.
Mit dem Fritz-Lach-Weg auf dem Freinberg hat seine Vaterstadt Linz (1934) den Künstler geehrt.

## Auszeichnungen und Ehrungen
- 1916 Ehrenpreis der Stadt Wien
- 1918 Ehrendiplom des Albrecht-Dürer-Bundes
- 1919 Goldene Medaille des Albrecht-Dürer-Bundes
- 1925 Ehrenbürgerschaft der Stadt Linz
- 1929 Zweiter Ehrenpreis der Stadt Wien
- 1931 Silbernes Ehrenzeichen für Verdienste um die Republik Österreich